# Ralph Purchase
Ralph Purchase, né le 11 juillet 1916 à Newport (Washington) et mort le 11 janvier 2000 à Sun City West, est un rameur d'aviron américain.

## Carrière
Ralph Purchase participe aux Jeux olympiques de 1948 à Londres et remporte la médaille d'or en huit, avec Ian Turner, David Turner, James Hardy, George Ahlgren, Lloyd Butler, David Brown, Justus Smith et John Stack.